# هربرت نوركوس

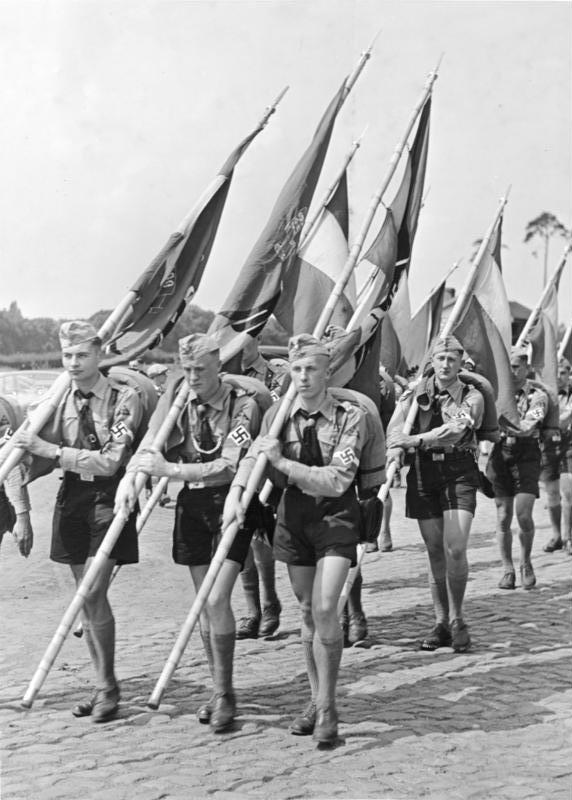

هربرت نوركوس (بالألمانية: Herbert Norkus)‏ (26 يوليو 1916 – 24 يناير 1932) عضوًا في شباب هتلر قتل على يد الشيوعيين الألمان. أصبح قدوة وشهيدًا لشباب هتلر وكان يستخدم على نطاق واسع في الدعاية النازية، وأبرزها موضوع الرواية والفيلم هتلر يوث كويكس.

## خلفية
ولد لعائلة من الطبقة العاملة في منطقة Tiergarten في برلين، انضم إلى ما يعادل الكشافة البحرية لمنظمة شباب هتلر. وورد أنه استمتع بالعزف على البيانو والرسم. أصيب والده في الحرب العالمية الأولى، وكان من المفترض أن يكون لديه ميول شيوعي. ادعت السيرة الذاتية النازية لنوركوس أن والده عارض في البداية الأنشطة النازية لابنه ولكن تم تحويله في النهاية وأصبح نازيًا أيضًا.
أصبحت الاشتباكات بين شباب هتلر وحركة شباب الجبهة الحمراء الشيوعية (Rote Jungfront) شائعة بشكل متزايد مع نضال الحزب النازي والحزب الشيوعي الألماني من أجل الحصول على السلطة في الأيام الأخيرة من جمهورية فايمار.
أطلق عليه رفاقه اسم "Quex" لأنه «نفذ الأوامر أسرع من الزئبق» (بالألمانية: Quecksilber)‏.

## روابط خارجية
- مكان التاريخ - شباب هتلر